# Theodorshütte

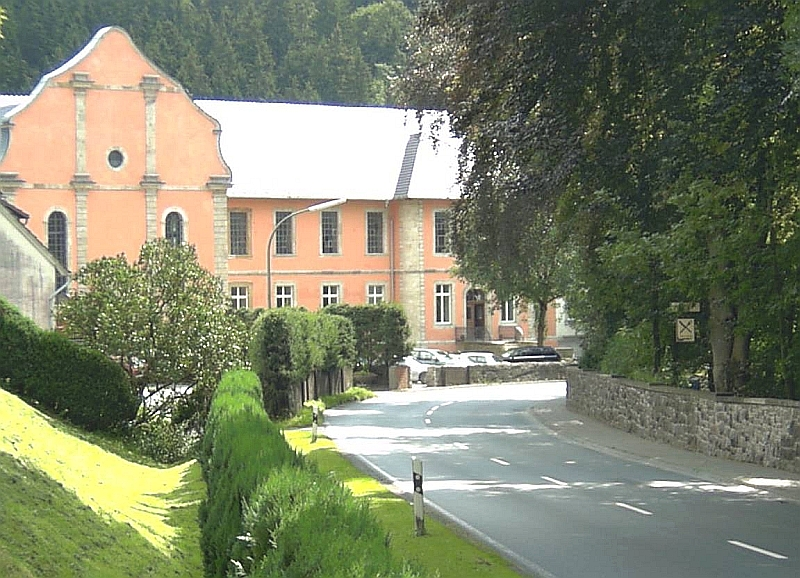
Das ehemalige Kloster Bredelar wurde zur Theodorshütte umgebaut

Die Theodorshütte war ein Montanunternehmen in Bredelar (heute eine Ortschaft der Stadt Marsberg). Die Hütte wurde 1826/1828 in den Gebäuden des ehemaligen Klosters Bredelar eingerichtet. Sie erlebte in den folgenden Jahren einen Aufschwung. Dieser stockte aber auf Grund der schlechten verkehrsgeographischen Lage. Der Konkurrenz mit den Betrieben aus dem Ruhrgebiet war sie nicht gewachsen. Die Verhüttung wurde eingestellt und der Betrieb wurde in den 1870/1880er Jahren in eine Eisengießerei umgewandelt. Als solche existierte das Unternehmen bis zur Weltwirtschaftskrise der frühen 1930er Jahre.

## Geschichte

### Vorgeschichte

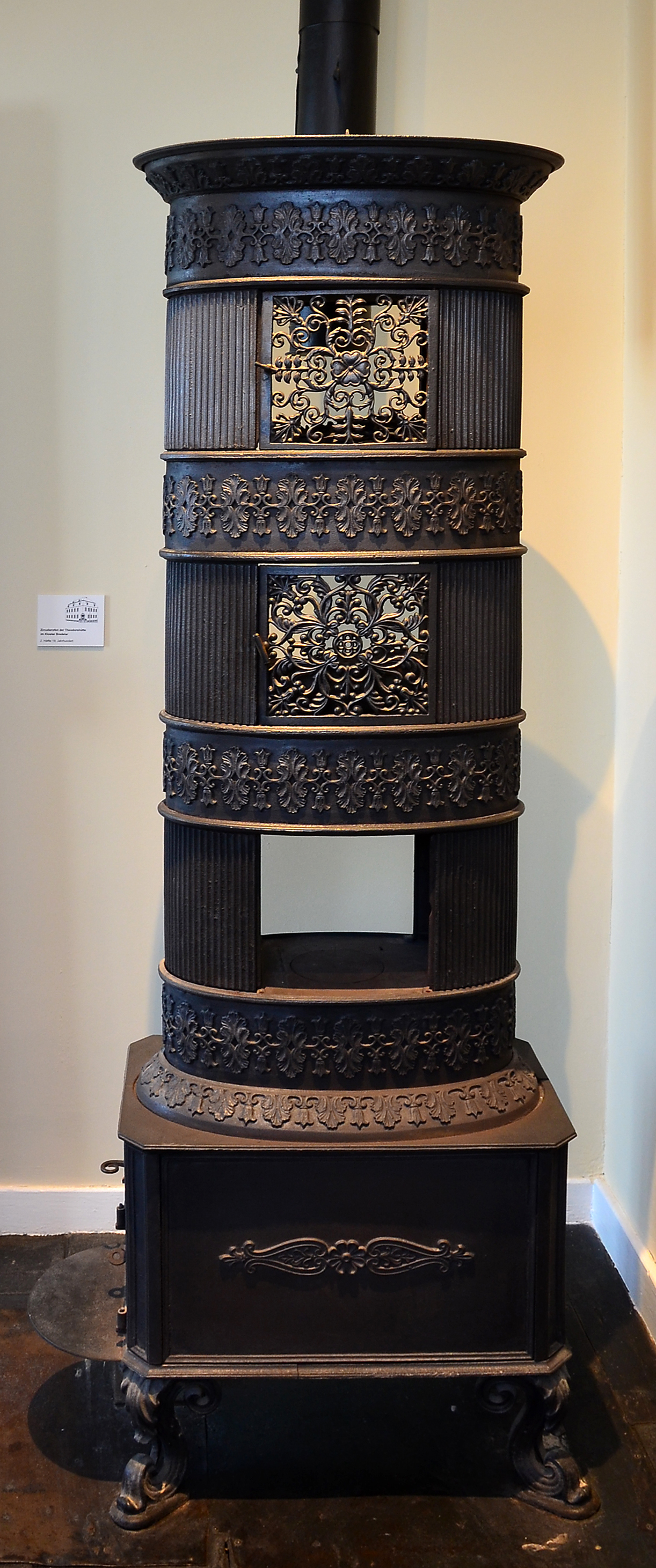
Zirkulierofen der Theodorshütte, 2. Hälfte des 19. Jahrhunderts

Grundlage der Eisenproduktion in der Region war das Eisenerz, meist in Form von Roteisen. Die nötige Holzkohle lieferten die umliegenden Wälder. Die Flüsse und Bachläufe lieferten Wasserkraft. Die montangewerbliche Entwicklung geht in der engeren Region bis mindestens ins Mittelalter zurück. Einen ersten Aufschwung erlebte sie zwischen dem 10. und 13. Jahrhundert. Dabei herrschte zunächst noch die Rennofenmethode der Verhüttung vor. Nach Zeiten eines weniger intensiven oder gar stillliegenden Betriebes erlebte das Gewerbe im 17. und 18. Jahrhundert einen erheblichen Aufschwung. In den Tälern lagen zahlreiche Hammerwerke und die Hütten als Roheisenproduzenten. Allein an der Hoppecke gab es 1629 neun Hammerwerke und fünf Hütten. In Bredelar selbst gab es eine Hütte und ein Hammerwerk.
Ende des 18. und Anfang des 19. Jahrhunderts erwarb Anton Ludwig Ulrich aus Brilon die Hütten und Erzgruben im Tal der Hoppecke und um Giershagen sowie Anteile an Gruben jenseits der Grenze im Waldeckischen. Zu Beginn des 19. Jahrhunderts erlebte die Montanindustrie aus politischen Gründen, aber auch wegen der schlechten Wege und der Verteuerung der Holzkohle eine tiefe Krise. Es waren schließlich nur noch die Hütte in Hoppecke und die Hütte in Bredelar in Betrieb.

### Gründung und Aufschwung

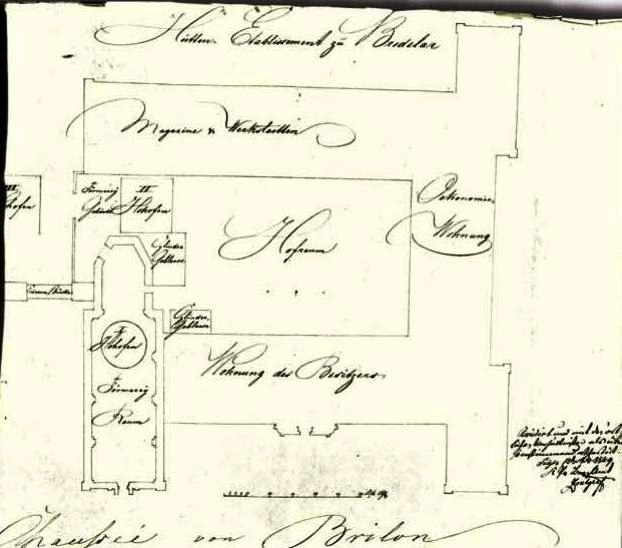
Situationsplan des Hüttenetablissments in Bredelar 1849

Die Ulrich gehörende alte Bredelarer Hütte und die Hoppecker Hütte waren bis 1823 das ganze Jahr in Betrieb. In den folgenden Jahren rentierte es sich nur noch sie etwa 25 Wochen in Betrieb zu halten. Anton Ulrich plante 1825 eine neue Hütte zu errichten. Die Konzession erhielt er unter der Auflage die alte Bredelarer Hütte und die Hoppecker Hütte stillzulegen.
Die neue Hütte wurde in den Gebäuden des ehemaligen Klosters Bredelar eingerichtet. Dieses war 1804 säkularisiert und zu einem Gutshof umgewandelt worden. Die Baulichkeiten stammen im Wesentlichen aus dem 18. Jahrhundert und waren in einem guten Zustand. Anton und sein Sohn Theodor Ulrich ließen den Hochofen im Schiff der ehemaligen Klosterkirche errichten.
Im Jahr 1828 ging die Anlage mit einem Hochofen in Betrieb. Die Voraussetzungen waren relativ günstig, weil der neue Betrieb inzwischen die einzige Hütte in der unmittelbaren Umgebung war. Anfangs war die wirtschaftliche Lage noch nicht zufriedenstellend, so dass die Hütte bis 1832 auch nur 32–37 Wochen im Jahr betrieben wurde. Die Situation besserte sich. Theodor Ulrich setzte den Konzentrations- und Modernisierungsprozess seines Vaters Anton fort. Der Hochofen war nunmehr meist ganzjährig in Betrieb. Es handelte sich um einen damals modernen Kupolofen mit Zylindergebläse. Der erste Hochofen wurde in der Klosterkirche errichtet, da das dortige Dach hoch genug für einen Hochofen war. Im Jahr 1836 wurde ein zweiter und 1851 ein dritter Hochofen angeblasen. Beim letzteren wurde auch mit Dampfkraft gearbeitet. Problematisch war die Betriebssicherheit der Öfen. Meist war mindestens einer wegen Reparaturen außer Betrieb.
Die Hütte wurde noch immer ausschließlich mit Holzkohlen betrieben. Bei der Konzessionierung konnte Ulrich Lieferverträge für zu verkohlendes Holz über jährlich etwa 15.450 Raummeter Holz nachweisen. Das Einzugsgebiet umfasste ein Gebiet von 150 km.

### Beschäftigte
Der Betrieb war mit 90 Beschäftigten 1838 der Größte im Nordosten des Sauerlandes. Im Jahr 1840 waren es dann 96 Arbeiter. Bis 1843 konnte sich die Zahl der Beschäftigten mit 88 Personen in etwa auf diesem Niveau halten, um in den beiden Folgejahren auf 29 beziehungsweise 42 stark abzusinken. Diese vorübergehende Krise wurde 1846 mit 89 Beschäftigten wieder überwunden. Bei diesen Zahlen ist zu beachten, dass es sich dabei um die dauerhaft beschäftigten Fachkräfte handelte. Im Jahr 1840 wurden etwa allein 36 Former beschäftigt. Hinzu kommen Tagelöhner und andere zeitweise Beschäftigte. Deren Zahl war etwa drei- bis viermal so hoch wie die der dauerhaft Beschäftigten. Im Jahr 1843 wurden etwa zusätzlich durchschnittlich 290 Tagelöhner zeitweise beschäftigt. Neben dem Bergbau war die Hütte von großer Bedeutung für die Bevölkerung der umliegenden Dörfer. Dort ging im Laufe des 19. Jahrhunderts die Bedeutung der hauptberuflich landwirtschaftlich Tätigen zu Gunsten der Arbeiterbevölkerung zurück. Diese verfügte über Hausbesitz und meist über einen landwirtschaftlichen Nebenerwerb.

### Krisenjahre
Im Jahr 1855 produzierte die Hütte 25.857 Zentner Roheisen und 9.220 Zentner Gußwaren im Gesamtwert von 85.015 Taler. Problematisch waren die schlechten Verkehrswege. Dies änderte sich erst etwa seit den 1830er Jahren durch den Bau von Kunststraßen. Dennoch hat die noch immer schlechte verkehrsgeographische Lage die industriellen Entwicklung stark behindert. Von den beiden Hochöfen arbeitete um 1865 nur einer regelmäßig. Die Hütte erzeugte die nötige Energie mit Wasserkraft und verfügte über ein Zylindergebläse. Es gab zwar bereits eine Dampfmaschine, diese wurde aber nur selten eingesetzt. Daneben gab es noch eine Schlackenpoche. Der Landrat des Kreises Brilon urteilte, dass die Absatzverhältnisse der Roh- und Brucheisen sehr ungünstig seien. Teilweise mussten die Produkte sogar unter dem Selbstkostenpreis abgegeben werden. Von gewisser Bedeutung war bereits die Produktion von Gußwaren.

### Umwandlung in eine Eisengießerei

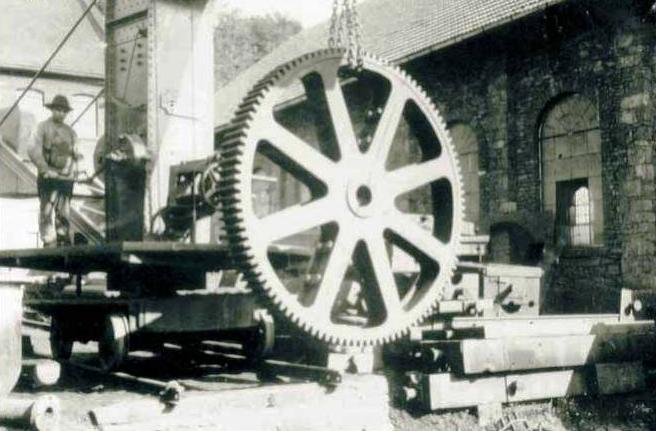
Ein in der Gießerei um 1900 produziertes Zahnrad

Die Hütte mit den zugehörigen Gruben war 1871 nach dem Tod von Theodor Ulrich an die Dortmunder Union AG übergegangen. Eine Eisenbahnverbindung wurde mit der Ruhr-Diemel-Bahn (Dortmund – Schwerte – Arnsberg – Brilon-Wald – Marsberg – Warburg) erst 1873 eröffnet. Die Folgen waren zwiespältig: Davon profitierte für einige Jahre der Eisenerzbergbau. Große Mengen an Erz gingen zur Verhüttung ins Ruhrgebiet. Aber der Erzbergbau erwies sich als nicht nachhaltig. Auf Dauer erwiesen sich die Transportkosten als zu hoch. Spätestens seit 1896 ging die Förderung stark zurück und bis 1903 wurden fast alle Gruben geschlossen. Im Bereich der Eisenverhüttung erwies sich die Konkurrenz des Ruhrgebiets mit seinen modernen und günstig produzierenden Anlagen als zu stark. Bereit 1877 wurde die Verhüttung eingestellt. Stattdessen wurde der Betrieb in eine reine Eisengießerei umgewandelt. Aber auch dieser Schritt erwies sich als problematisch. Nunmehr war der Betrieb durch doppelte Transportkosten belastet. Zum einen mussten Koks und Roheisen aus dem Ruhrgebiet herangeführt werden und zum anderen musste die Produkte in die Industrieregionen transportiert werden. Nachdem es 1884 zu einem Großbrand gekommen war, verkaufte die Dortmunder Union die Hütte an den ehemaligen Obersteiger Carl Reinke. Im Jahr 1891 erwarb die Firma Maschinenbau AG aus Kassel den Betrieb. Die Hütte stellte Öfen, Ofenplatten und ähnliche Produkte her. Erst mit diesem Wechsel war die akute Krise überwunden. Als Eisengießerei überlebte der Betrieb bis in die Weltwirtschaftskrise hinein. Die Probleme spiegeln sich in der Entwicklung der Beschäftigten wider. Die Mitarbeiterzahl lag bereits Anfang der 1870er Jahre nur noch bei etwa 40 bis 50 Mann. In den 1880er Jahren waren es nur noch 30 Mann. Im Jahr 1889 war der Tiefpunkt mit zwölf Mann erreicht. Nach dem Verkauf an das Unternehmen aus Kassel stabilisierte sich die Situation und der Betrieb hatte in der ersten Hälfte der 1890er Jahre etwa 100 Beschäftigte. Die Eisengießerei blieb bis 1931 in Betrieb.